# Улица Чкалова (Самара)
Улица Чкалова находится в Ленинском районе города Самары.

## География
Улица Чкалова начинается от набережной реки Волги и Волжского проспекта пешеходным «Чкаловским спуском», где есть небольшой сквер. В районе Молодогвардейской улица прерывается — там стоят Ледовый дворец спорта и длинный жилой дом, известный в Самаре как «Шанхай». Затем пересекает улицы: Галактионовскую, Самарскую, Садовую, Ленинскую, Арцыбушевскую, Пушкина, Буянова, Мичурина. Заканчивается пересечением с Коммунистической улицей в районе толлейбусного депо № 1. Параллельными улицами для неё являются ул. Полевая и ул. Маяковского.

## История улицы
На карте города улица появилась в 1877 году и носила название Оренбургская — в честь Оренбургской железной дороги, которая в тот год прошла через Самару. В XIX веке эта местность была северной окраиной Самары.
Улица Оренбургская получила новое название в честь Валерия Чкалова после того как Оренбург в 1938 году был переименован в Чкалов. Иногда местные жители произносят её название на старый манер — Чкаловская.

## Здания и сооружения
- Чкаловский спуск № 2 — дом сталинской архитектуры, построенный как часть комплекса самарской набережной
- Дворец спорта (адрес ул. Молодогвардейская, 222)
- № 84 — по легенде где-то здесь произошло событие, получившее название «стояние  Зои»[3]. Оригинальное здание утрачено в результате пожара в 2014 году[4]. Рядом с домом № 84 установлен памятник Николаю Чудотворцу[5][6]
- № 86 — Никольская часовня (православный храм)
- № 88 — здание 1900 года постройки «Дом на усадьбе личного почётного гражданина А. А. Докина», получило статус объекта культурного наследия в 2017 году[7][8][9]
- № 90 — здание построено в 1983 году для Куйбышевской автошколы № 1, впоследствии в нём размещались офисы различных организаций, Самарская гуманитарная академия, ДОСААФ
- № 91 — троллейбусное депо № 1. Годы постройки 1950—1956.
- № 98 — бывшая богадельня с домовой церковью; рядом с этим зданием в 1911 году был установлен памятный бюст почётного гражданина Самары купца Якова Гавриловича Соколова (бюст утрачен). Затем в здании была школа № 48, затем воинская часть. Сегодня в нём располагается Управление по конвоированию ФСИН по Самарской области
- № 100 — здание промышленного назначения, бывший епархиальный свечной завод, бывшая спичечная фабрика, бывшая обувная фабрика, бывший торговый центр, сейчас корпус медицинского университета «Реавиз».

## Транспорт
На большем протяжении улицы Чкалова общественный транспорт не ходит. С 1949 по 1981 годы имела троллейбусное движение на отрезке от Мичурина до Самарской. Сегодня троллейбусы ходят только в районе троллейбусного депо: на отрезке от ул. Буянова до ул. Коммунистической.
В 2012 году было введено одностороннее движение автомобильного транспорта на участке от ул. Галактионовской до ул. Буянова.
Трамвайные пути пересекают ул. Чкалова на перекрёстках с Галактионовской и Арцыбушевской, но остановочных пунктов на этих перекрёстках нет.
До Чкаловского спуска можно доехать по Волжскому проспекту на автобусах маршрута № 61, маршрутных такси № 247 и № 261, остановка «Кинотеатр „Волна“».

## Почтовые индексы
- 443001
- 443030
- 443100[12]